# 히타치나카시
히타치나카시(일본어: ひたちなか市)는 일본 이바라키현에 있는 시이다. 1994년 11월 1일에 가쓰타시와 나카미나토시가 합병해 탄생했다.
옛 가쓰타시 지역은 히타치 제작소의 기업 도시로 발전했고 시민 대부분이 히타치 제작소에서 근무한다. 또 현재는 미토시의 주택 지역이기도 해 교외형 점포의 진출이 진행되고 있다. 옛 나카미나토시 지역은 태평양과 접해 수산업을 주산업으로 했고 또 관광 개발에 관해서는 해변, 이소자키 해안 외에 아지가우라라는 유명한 해수욕장이 있다. 이전에는 서핑의 메카였지만 최근에는 이바라키항의 개발 결과 아지가우라는 해안 침식이 심해졌고 매년 모래를 채우고 있다.
현재는 히타치나카항 주변의 히타치나카 지구에 있는 국영 히타치 해빈공원을 축으로 2000년부터 록큰롤의 락 페스티벌 등 음악 이벤트도 많이 열린다.

## 역사
이 지역의 역사는 오래되었고 석실 내의 채색 벽화로 유명한 도라즈카 고분 등 고대의 유적이 남아 있다. 에도 시대에 나카미나토는 미토의 외항으로 번창했다. 시내 샤카정에는 나카미나토역이 있고 주변에는 낡은 구조의 민가, 이용점 등이 현존하고 있다. 나카강을 따라서 거의 평탄한 지형으로 일부러 자동차를 이용하지 않아도 실생활에서는 자전거로 충분히 이동할 수 있을 정도이다.
근대가 되면서 히타치 제작소의 공장이 많이 세워져 공업이 활발하게 되었다. 일본 육군의 연습장과 비행장도 놓였다. 제2차 세계 대전 말기에는 미군에 의해 함포 사격을 받았다. 1994년 11월 1일에 가쓰타시와 나카미나토시가 합병해 히타치나카시가 성립하였다.

## 교통

### 철도
- 동일본 여객철도
  - 조반선
  - 스이군선

- 히타치나카 해변철도

### 도로
- 기타칸토 자동차도
- 국도 제6호선
- 국도 제245호선(일본어판)

### 항구
- 이바라키항

## 인구
| 연도 | 인구    | ±%     |
| ---- | ------- | ------ |
| 1920 | 36,370  | —      |
| 1930 | 41,129  | +13.1% |
| 1940 | 45,729  | +11.2% |
| 1950 | 68,705  | +50.2% |
| 1960 | 77,808  | +13.2% |
| 1970 | 99,627  | +28.0% |
| 1980 | 125,945 | +26.4% |
| 1990 | 142,402 | +13.1% |
| 2000 | 151,673 | +6.5%  |
| 2010 | 157,012 | +3.5%  |